# Національний парк Ніні Сухіен
Національний парк Ніні-Сухіен знаходиться на заході Гани. Він був заснований в 1976 році. Парк займає 160 км² вологих тропічних лісів. Разом із ресурсним заповідником Анкаса, національний парк є частиною території у 500 км² Заповідника Анкаса.
Заповідник Анкаса разом із національним парком Ніні-Сушієн був визначений BirdLife International важливою орнітологічною територіэю (IBA), оскільки тут живуть значні популяції багатьох видів птахів.